# USS Aaron Ward (DD-483)
USS Aaron Ward (DD-483) – amerykański niszczyciel typu Gleaves, drugi okręt nazwany na cześć kontradmirała Aarona Warda. Został zatopiony 7 kwietnia 1943 r. na mieliźnie niedaleko Tinete Point na Nggela Sule. Wrak został odnaleziony 4 września 1994 roku.

## Budowa
Stępka pod okręt została położona 11 lutego 1941 roku w Kearny w stanie New Jersey w stoczni Federal Shipbuilding and Drydock Company. Okręt został zwodowany 22 listopada 1941 r. i ochrzczony przez Hildę Ward, córkę admirała Aarona Warda, patrona okrętu. 4 marca 1942 r. dowódcą okrętu został komandor porucznik Orville F. Gregor.

## Służba
USS „Aaron Ward” przeszedł testy w Casco Bay w stanie Maine, a następnie był w stanie gotowości w New York Navy Yard. 20 maja 1942 r. okręt wypłynął w swój rejs na Pacyfik i przez Kanał Panamski dotarł do San Diego. W czasie, gdy na zachodzie trwała bitwa pod Midway, niszczyciel operował w składzie Task Force 1 wiceadmirała Williama S. Pye’a, zbudowanej wokół czterech pancerników, która eskortowała lotniskowiec USS „Long Island” podczas jego rejsu na Ocean Spokojny, ostatecznie osiągając punkt około 2200 km na zachód od San Francisco. Po odłączeniu się „Long Island” od TF 1 17 czerwca, USS „Aaron Ward” eskortował rejs lotniskowca z powrotem do San Diego.
Po lokalnych operacjach na zachodnim wybrzeżu USA, USS „Aaron Ward” popłynął na Hawaje 30 czerwca, a następnie razem z TF 18 na Tongę. Następnie eskortował USS „Cimarron” na Noumeę. Podczas eskorty niszczyciel nawiązał dwa kontakty akustyczne, jeden 5 sierpnia, a następny dzień później, które zaatakował bombami głębinowymi. Zanotował prawdopodobne zatopienie w obu przypadkach, lecz żadne nie zostało potwierdzone po wojnie. Podczas kolejnych operacji eskortowych, prowadzonych dla jednostek wspomagających obronę na Guadalcanal, „Aaron Ward” był świadkiem zatopienia przez japoński okręt podwodny I-19 lotniskowca USS „Wasp” 15 września 1942 roku.
17 października USS „Aaron Ward” został skierowany do ostrzału wybrzeża. Okręt znajdował się w Lunga Roads i czekał na przybycie oficera łącznikowego Marines, który miał dostarczyć rozkazy. Zanim jednak okręt mógł przyjąć pasażerów, zauważono pięć wrogich bombowców lecących z zachodu. Zaatakowały one niszczyciel, ale dostały się pod silny ogień obrony przeciwlotniczej z morza i lądu. Kiedy zauważono napastników, okręt zaczął płynąć z pełną szybkością i wykonywać zwroty w celu uniknięcia spadających bomb. Trzy bomby spadły w odległości 100-300 jardów od niszczyciela. Marines zgłosili samodzielne zestrzelenie dwóch bombowców i wspólne zestrzelenie jednego razem z niszczycielem.
Po ataku, okręt przyjął na pokład Martina Celemensa, byłego brytyjskiego przedstawiciela konsularnego na Guadalcanal, majora C.M. Neesa, USMC, kaprala R.M. Howarda, USMC, fotografa. 40 minut później okręt osiągnął swoją pozycję strzelecką. Przez kolejne trzy godziny „Aaron Ward” ostrzeliwał japońskie pozycje. Po dopłynięciu do Lunga Roads, oficerowie Marines opuścili okręt. Następnie niszczyciel otrzymał alarm o japońskim ataku powietrznym, który jednak się nie odbył, a potem przeszedł przez Lengo i powrócił do swojej formacji.
Trzy dni później, podczas operacji eskortowej, USS „Aaron Ward” był świadkiem storpedowania przez japoński okręt podwodny I-176 krążownika USS „Chester”. Niszczyciel popłynął na pomoc uszkodzonemu krążownikowi i zrzucił bomby głębinowe na japoński okręt, ale nie uzyskał zatopienia. Następnie okręt eskortował krążownik do Espiritu Santo.
30 października niszczyciel przeprowadził kolejny ostrzał japońskich pozycji na Guadalcanal, tym razem ze wsparciem lekkiego krążownika USS „Atlanta”, okrętu flagowego kontradmirała Normana Scotta, oraz niszczycieli USS „Benham”, USS „Fletcher” i USS „Lardner”. Po dotarciu do Lunga Point o 05:20, grupa zadaniowa czekała 20 minut, aż USS „Atlanta” przyjmie oficera łącznikowego 1. Dywizji Marines.
Grupa dopłynęła do swojej pozycji ogniowej w ciągu godziny. Okręty otworzyły ogień. Ostatecznie USS „Aaron Ward” wystrzelił 711 pocisków 5-calowych. Następnie niszczyciel sprawdził meldunek o sąsiedztwie nieprzyjacielskiego okrętu podwodnego i opuścił region.

### I bitwa pod Guadalcanalem
11 i 12 listopada 1942 roku USS „Aaron Ward” eskortował transportowce wyładowujące ludzi i materiały na Guadalcanal. Niszczyciel zestrzelił dwa i uszkodził dwa kolejne wrogie samoloty pierwszego dnia, a drugiego uszkodził kolejne dwa samoloty nad Lunga Point. Wieczorem 12 listopada okręt wycofywał się razem ze swoją task force dowodzoną przez kontradmirała Daniela J. Callaghana, eskortując transportowce z Ironbottom Sound. Później okręty zawróciły i przepłynęły przez Lengo Channel. Około 01:25 13 listopada amerykańskie jednostki, które posiadały radar zauważyły wrogie okręty. Była to „Ochotnicza Grupa Uderzeniowa” kontradmirała Hiroakiego Abe, która składała się z pancerników „Hiei” i „Kirishima”, lekkiego krążownika „Nagara” oraz 14 niszczycieli.
USS „Aaron Ward” prowadził cztery niszczyciele za rufą kolumny Callaghana i kiedy okręty wroga znalazły się w zasięgu jego dział, otworzył ogień do pancernika. Niedługo później, po wystrzeleniu około dziesięciu salw, załoga zauważyła, że krążownik przed nimi zmienił kurs; dwie torpedy przepłynęły pod niszczycielem.
Chwilę później USS „Barton” wyleciał w powietrze, storpedowany przez japoński niszczyciel „Amatsukaze”. USS „Aaron Ward”, nie mając przed sobą innych jednostek, zaczął płynąć prosto całą naprzód. Przygotowano pięć torped do odpalenia, lecz tego nie zrobiono, ponieważ okazało się, że odległy o 1,4 km okręt, który miał być celem ataku, to USS „San Francisco”. Od lewej strony w kierunku niszczyciela zmierzał okręt USS „Sterett” i „Aaron Ward” musiał ostro zmienić kurs na lewo, aby uniknąć kolizji.
Niedługo później niszczyciel zaczął ostrzeliwać wrogi okręt i oddał w jego stronę około 25 salw. Był to prawdopodobnie „Akatsuki”, który zatonął razem z całą załogą. Zmieniając kurs, aby zaatakować kolejny cel, niszczyciel zdołał wystrzelić cztery salwy przy wykorzystaniu przelicznika artyleryjskiego, dopóki japoński pocisk go nie uszkodził i celowniczy musieli celować samodzielnie.
W przeciągu kilku kolejnych minut USS „Aaron Ward” otrzymał osiem kolejnych trafień. Okręt stracił możliwość sterowania o 02:25 i przy użyciu silników zdołał skierować się w prawo. Bitwa skończyła się o 02:30, a niszczyciel znieruchomiał, ponieważ przednia maszynownia została zalana słoną wodą, a słodka woda kotłowa wyciekła.
Wykorzystując pompę z silnikiem benzynowym, załoga okrętu zdołała odpompować słoną wodę i z powrotem uruchomić kotły. O 05:00 USS „Aaron Ward” ruszył powoli do przodu i przepłynął kanał  Sealark. 10 minut później amerykańskie kutry torpedowe zbliżyły się i niszczyciel zasygnalizował im, aby poprosiły Tulagi o holownik. Okręt utrzymywał wolne tempo przez jeszcze pół godziny, zanim ponownie się zatrzymał.
30 minut po zatrzymaniu się, okręt wykrył japoński pancernik „Hiei”, który płynął powoli pomiędzy Savo i Wyspami Nggela. Również niedaleko przebywały uszkodzone USS „Atlanta”, USS „Portland”, USS „Cushing” oraz USS „Monssen”. Również w pobliżu znalazł się (na własne nieszczęście) japoński niszczyciel „Yūdachi”, wkrótce zatopiony przez USS „Portland”.
O 06:20 przybył holownik USS „Bobolink”, aby wziąć na hol uszkodzony niszczyciel. Jednak zanim hol został podczepiony, „Hiei” wykrył amerykański okręt i otworzył do niego ogień z ciężkich dział. Pancernik oddał cztery dwudziałowe salwy, z czego trzecia obramowała niszczyciel. Na szczęście dla amerykańskiej jednostki, samoloty wysłane z Henderson Field zaczęły atakować japoński pancernik, odciągając jego uwagę od nieprzyjacielskich okrętów.
Tracąc moc ponownie o 06:35, USS „Aaron Ward” został wzięty na hol przez USS „Bobolink” i jednostki ruszyły ku bezpiecznym wodom. O 06:50 holownik przekazał linę lokalnej łodzi patrolowej i niszczyciel osiągnął port Tulagi niedaleko wyspy Makambo o 08:30. Dziewięć otrzymanych trafień spowodowało śmierć 15 członków załogi i ranienie kolejnych 57. Po dokonaniu na miejscu tymczasowych napraw, USS „Aaron Ward” popłynął na Hawaje i osiągnął Pearl Harbor 20 grudnia 1942 roku, gdzie został wyremontowany.
Niszczyciel powrócił do floty 6 lutego 1943 roku i niedługo potem wznowił misje eskortowe. 20 marca, podczas jednej z takich misji, niszczyciel pomógł odeprzeć japoński atak lotniczy. 7 kwietnia okręt eskortował USS „Ward” i trzy LCT z Wysp Russela na Savo. Nie spodziewając się przybycia przed 14:00, niszczyciel popłynął przodem z prędkością 25 węzłów, aby zapewnić eskortowanym jednostkom obronę przeciwlotniczą, zanim osiągną Tulagi. Około południa okręt otrzymał wiadomość o nadciągającym ataku powietrznym na Guadalcanal.

### Zatopienie

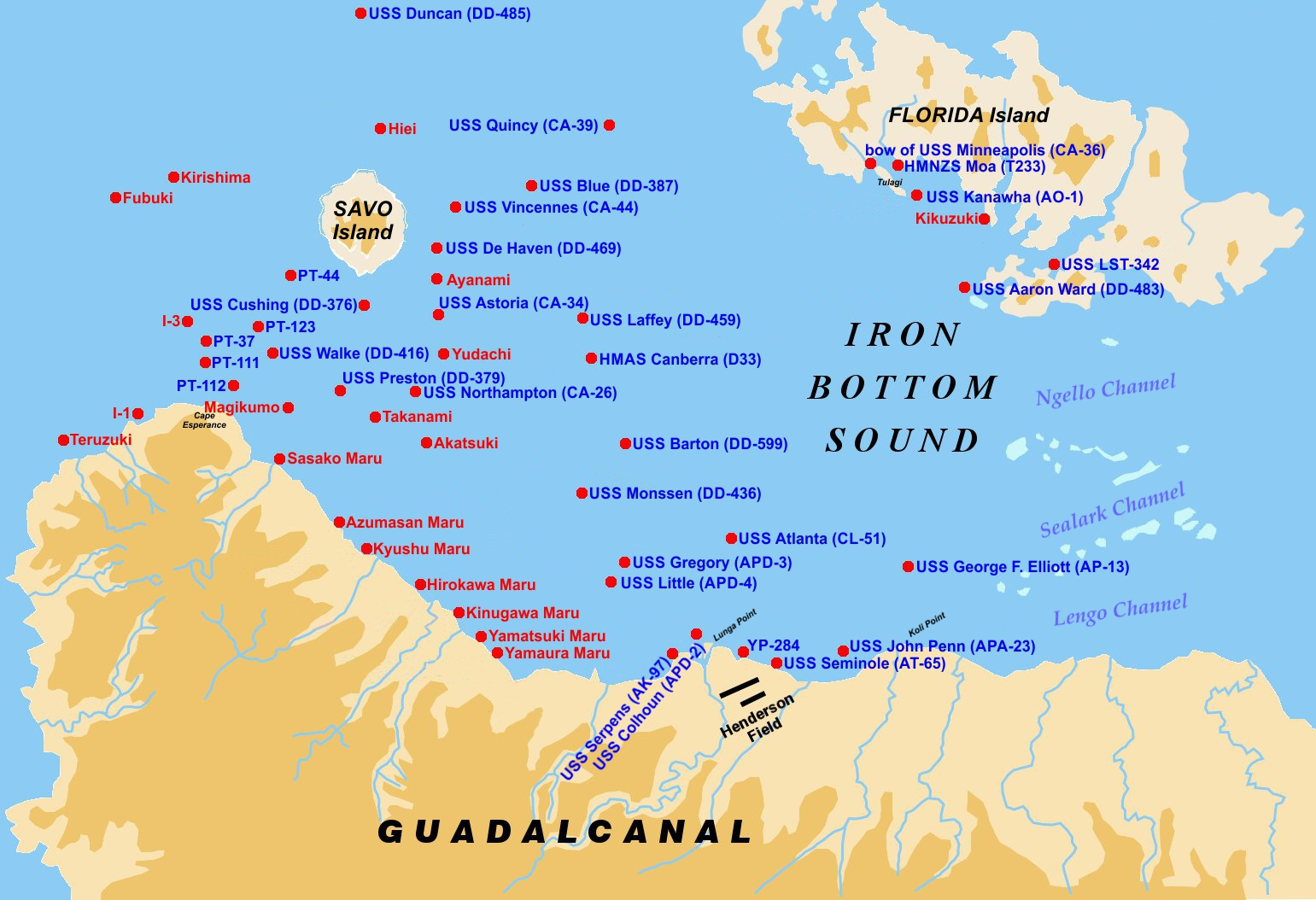
USS „Aaron Ward” jest przy południowym wybrzeżu wyspy Floryda

Kiedy okręty dopływały do celu swojej podróży, około 13:30 USS „Aaron Ward” otrzymał rozkaz opuszczenia konwoju, aby osłaniać LST-449. Po przyłączeniu się do LST o 14:19, niszczyciel kazał podążać jednostce za sobą, jednocześnie wykonując zygzaki w celu uniknięcia wrogiego ataku z powietrza. W czasie, gdy LST dostosowywała się do ruchów okrętu, komandor porucznik Frederick J. Becton, dowódca niszczyciela, planował wycofać się na wschód, przez kanał Lengo, w czasie gdy okręty transportowe i eskortowe starały się powstrzymać atak lotniczy wroga.
Podczas odwrotu USS „Aaron Ward” śledził grupę japońskich samolotów lecących na południe znad Tulagi. Podczas zwrotu w lewą stronę, nagle zauważono trzy wrogie samoloty lecące od strony słońca. Niszczyciel przyśpieszył do maksymalnej prędkości i rozpoczął ostry zwrot. Otworzono ogień z dział 20-, 40 mm oraz z głównej baterii armat pięciocalowych. Bomby z trzech pierwszych samolotów obramowały okręt, a ich bliskie uderzenia okazały się niszczycielskie; pierwsza bomba spadła blisko okrętu, rozrywając poszycie, powodując zalanie przedniej kotłowni; druga bomba trafiła w maszynownię, powodując utratę zasilania elektrycznego wież dział 127 mm i 40 mm. Artylerzyści kontynuowali ostrzał, mimo konieczności przełączenia się na ręczny obrót wież. Trzecia bomba spadła blisko lewej burty, wybijając dziurę koło tylnej maszynowni. Utraciwszy zasilanie steru, okręt wciąż skręcał w lewo, gdy kolejne trzy bombowce nurkujące zrzuciły swój ładunek. Żadna z bomb nie trafiła okręt bezpośrednio, dwie z nich spadły blisko prawej burty statku. 20 osób zginęło, 59 zostało rannych, a 7 uznano za zaginione.
Pomimo starań załogi i pomocy USS „Ortolan” i USS „Vireo”, niszczyciel coraz bardziej nabierał wody. Kiedy było już pewne, że okręt zatonie, USS „Ortolan” i USS „Vireo” próbowały zaholować go na mieliznę niedaleko Tinete Point na Nggela Sule. O 21:35 USS „Aaron Ward” zatonął rufą naprzód, na głębokości 70 metrów i tylko 550 metrów od płycizny.

## Odkrycie
4 września 1994 roku nurkowie zlokalizowali wrak niszczyciela. Pierwsze zejście do wraku wykonano 25 września. Z powodu głębokości nurkowie mogli spędzić na wraku jedynie 15 minut, zanim powrócili na powierzchnię.

## Odznaczenia
Za swoją służbę okręt USS „Aaron Ward” został odznaczony czterema battle stars.